# Neuilly-sur-Suize
Pour les articles homonymes, voir Neuilly et Suize (homonymie).
Neuilly-sur-Suize est une commune française située dans le département de la Haute-Marne, en région Grand Est.

## Géographie

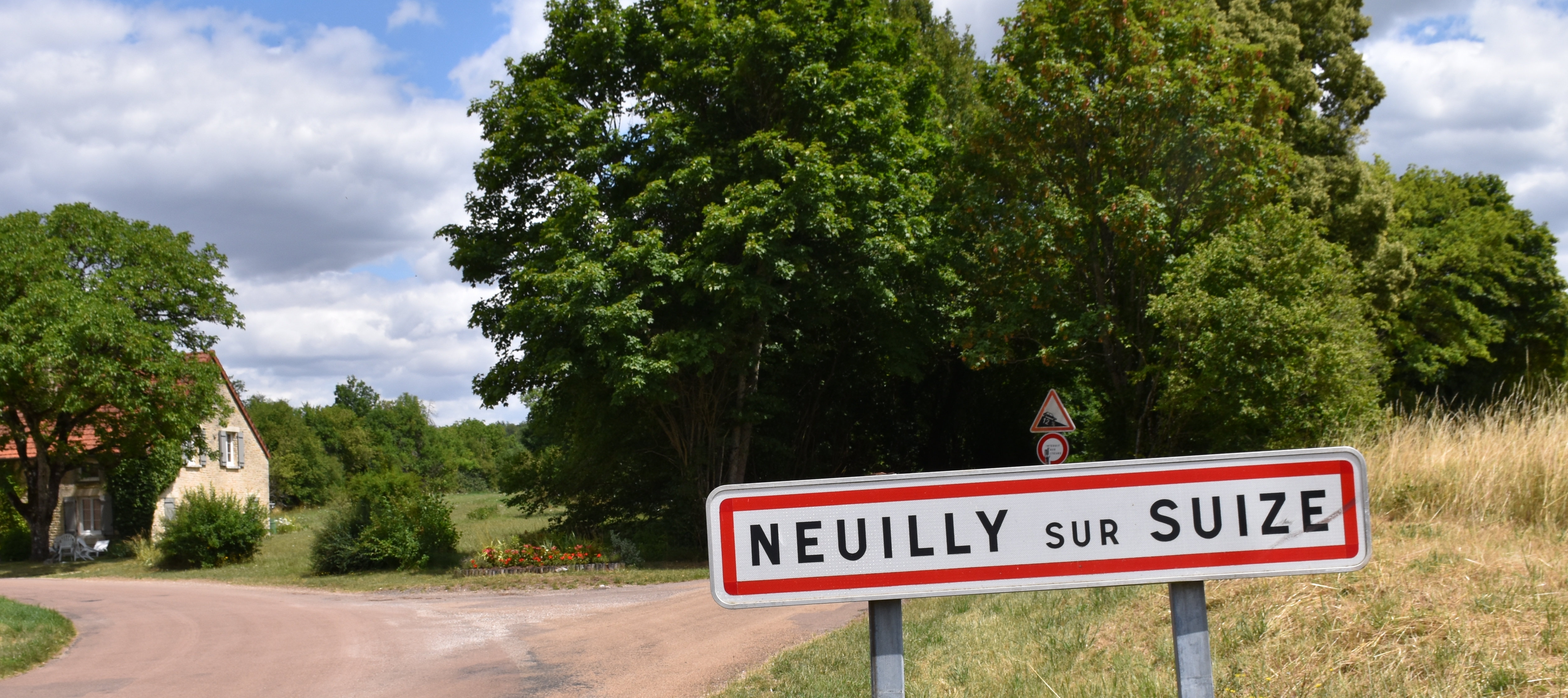
Une entrée de la commune.

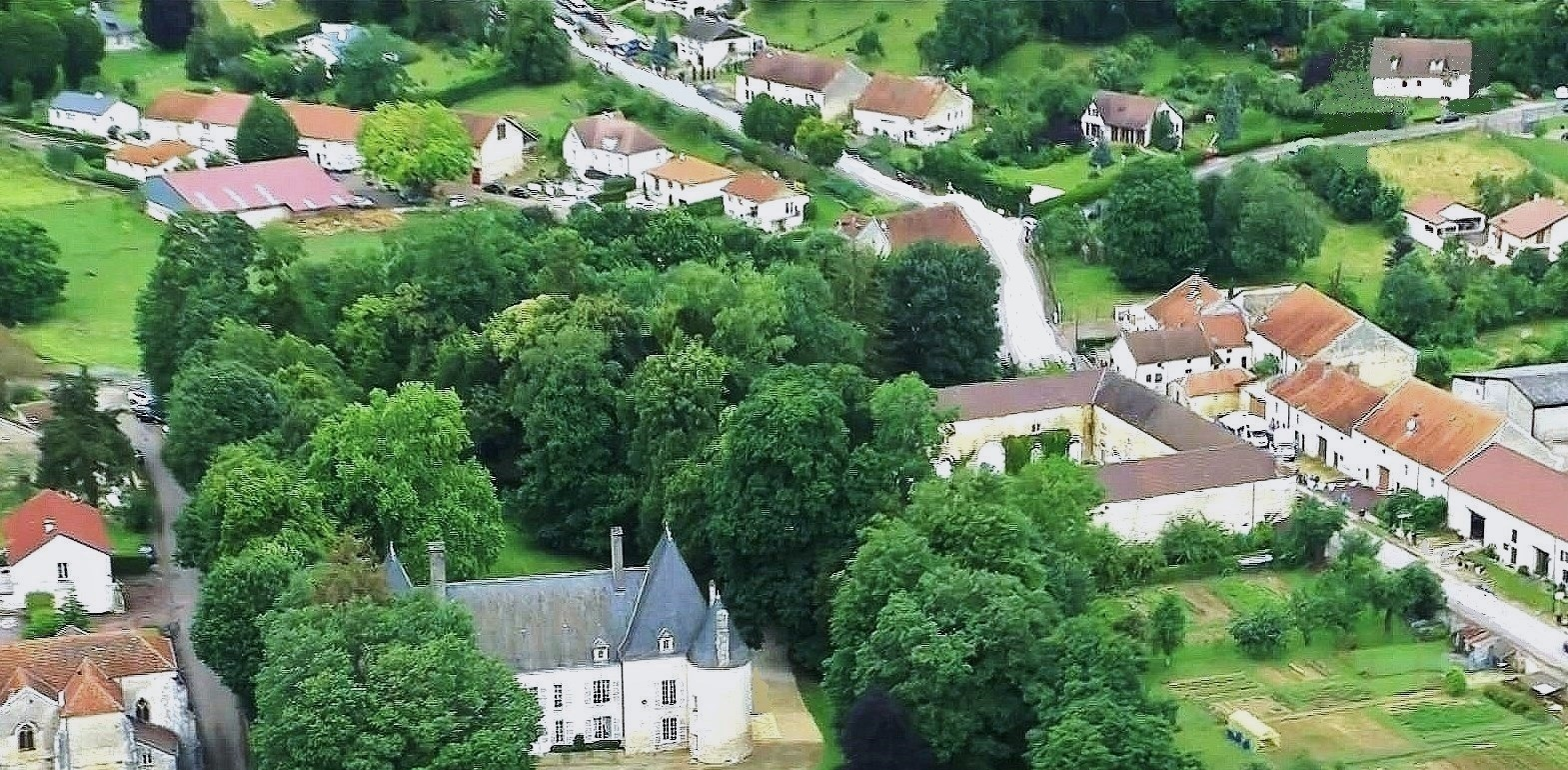
Vue générale de Neuilly-sur-Suize

| Chaumont   |                   | Verbiesles     |
| Richebourg | Neuilly-sur-Suize | Luzy-sur-Marne |
|            | Foulain           | Foulain        |

## Hydrographie
La commune est traversée du sud au nord par le cours d'eau La Suize qui prend sa source à Courcelles-en-Montagne et qui se jette dans La Marne à Chaumont.
Deux vieux ponts en pierre permettent à la Rue du Pont et à la Rue de La Planche de franchir ce cours d'eau.

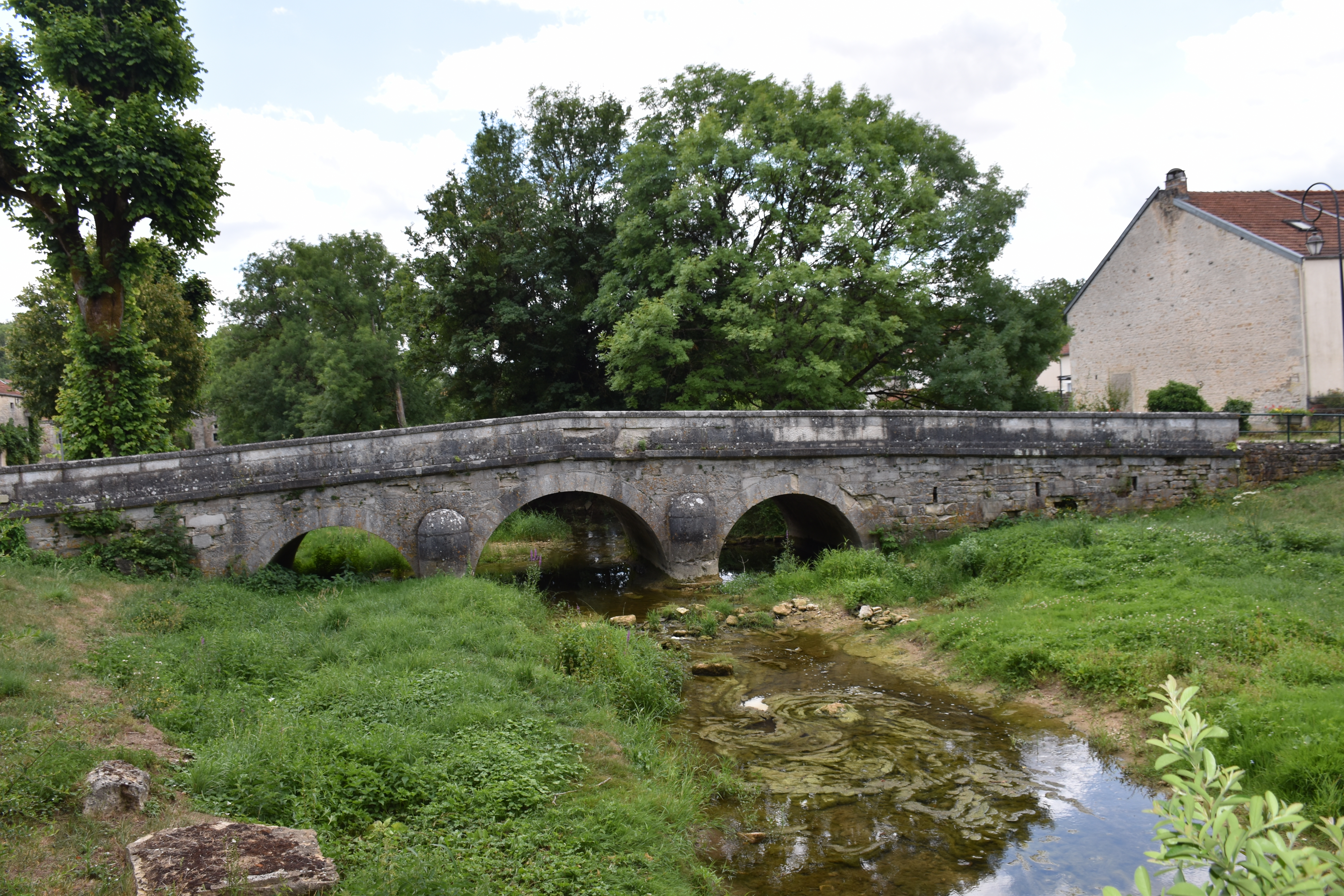
Le premier pont sur La Suize.
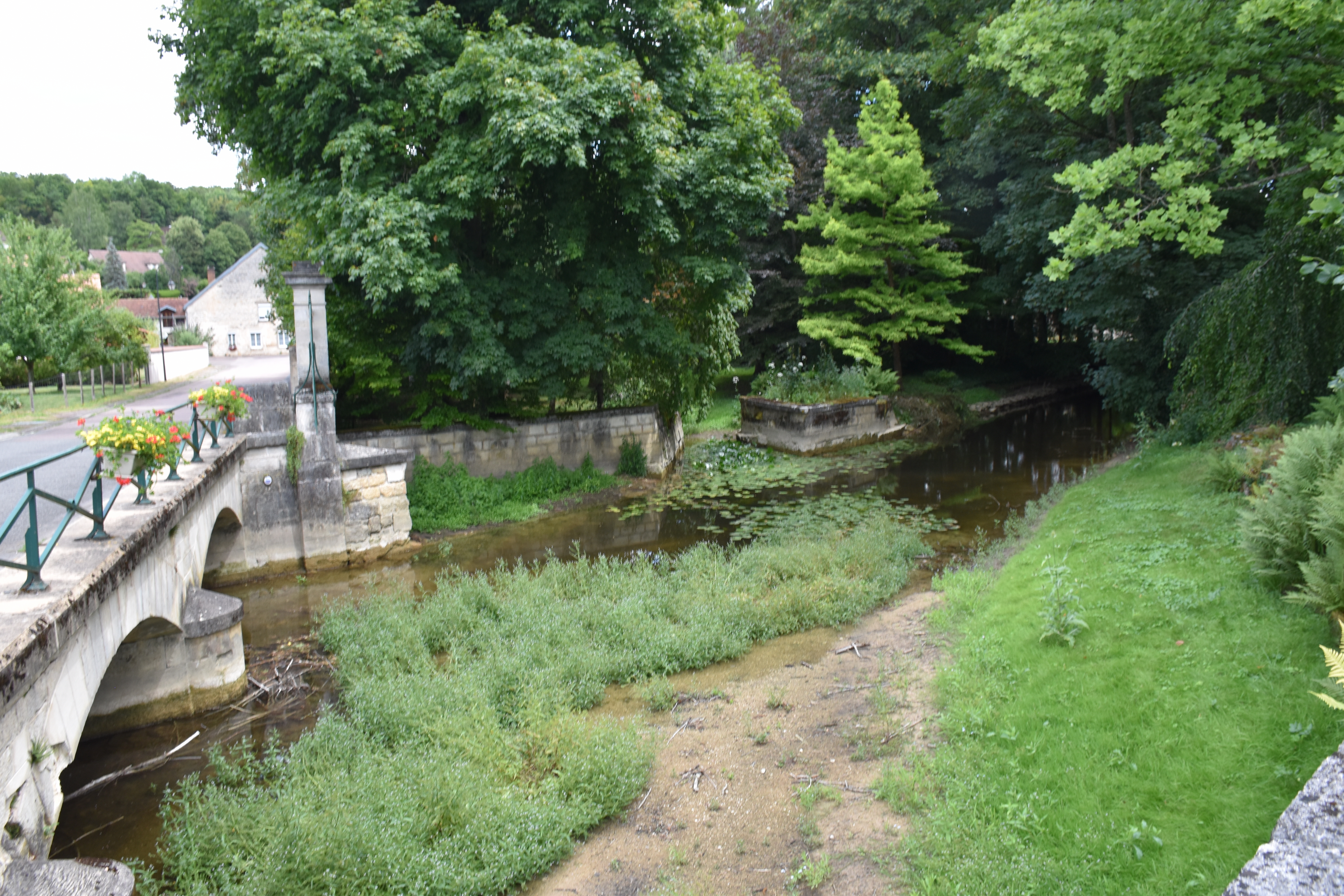
Le second pont sur La Suize à Neuilly-sur-Suize.

### Hydrographie
La commune est dans la région hydrographique « la Seine de sa source au confluent de l'Oise (exclu) » au sein du bassin Seine-Normandie. Elle est drainée par la Suize,.
La Suize, d'une longueur de 49 km, prend sa source dans la commune de Courcelles-en-Montagne et se jette  dans la Marne à Chaumont, après avoir traversé onze communes. Les caractéristiques hydrologiques de la Suize sont données par la station hydrologique située à Chaumont. Le débit moyen mensuel est de 0,826 m3/s. Le débit moyen journalier maximum est de 29,7 m3/s, atteint lors de la crue du 23 janvier 2018. Le débit instantané maximal est quant à lui de 32,3 m3/s, atteint le même jour.

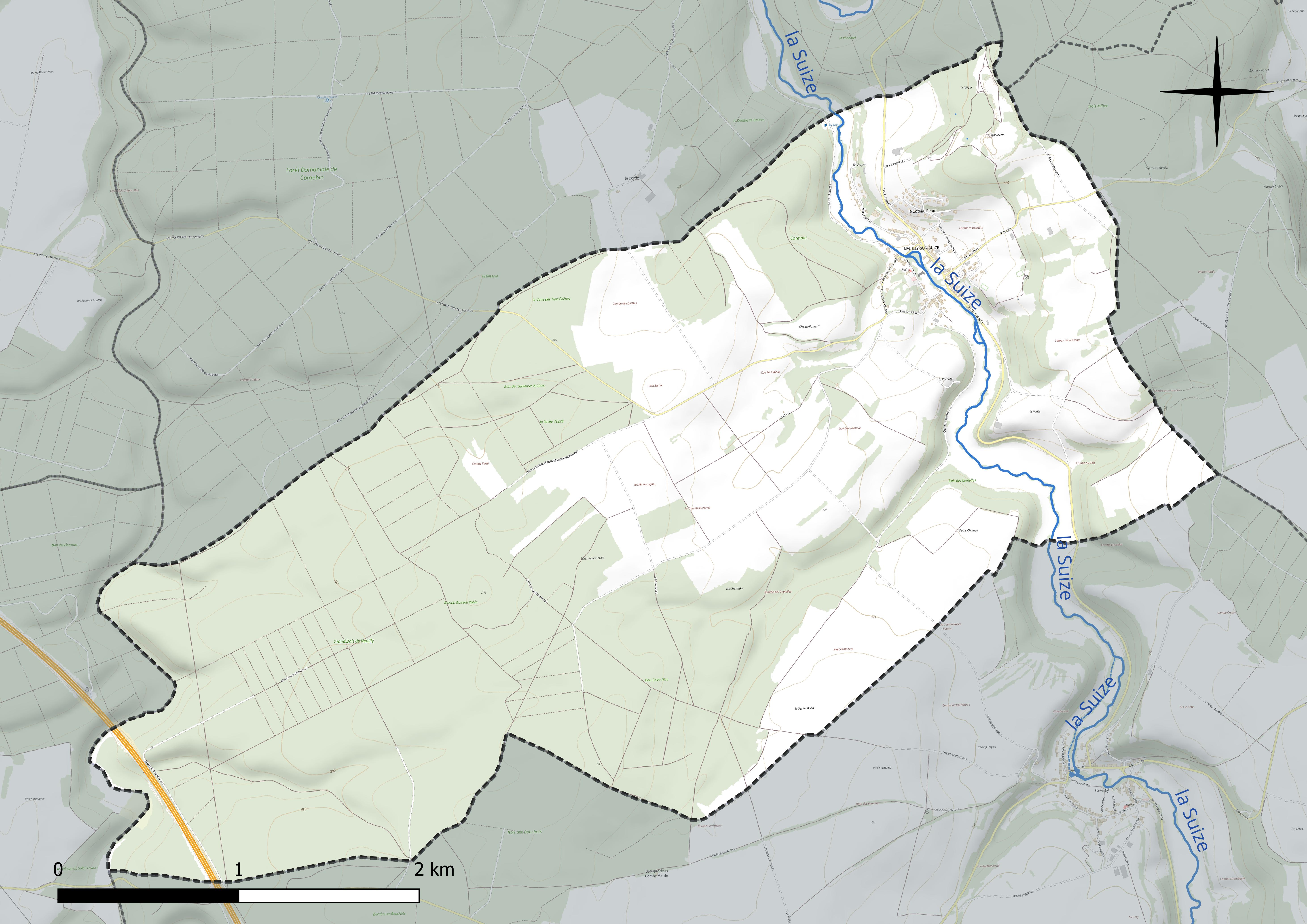
Réseau hydrographique de Neuilly-sur-Suize.

### Climat
Pour des articles plus généraux, voir Climat du Grand Est et Climat de la Haute-Marne.
En 2010, le climat de la commune est de type climat de montagne, selon une étude du Centre national de la recherche scientifique s'appuyant sur une série de données couvrant la période 1971-2000. En 2020, Météo-France publie une typologie des climats de la France métropolitaine dans laquelle la commune est exposée à un climat océanique altéré et est dans la région climatique  Lorraine, plateau de Langres, Morvan, caractérisée par un hiver rude (1,5 °C), des vents modérés et des brouillards fréquents en automne et hiver. 
Pour la période 1971-2000, la température annuelle moyenne est de 9,8 °C, avec une amplitude thermique annuelle de 16,3 °C. Le cumul annuel moyen de précipitations est de 975 mm, avec 13,3 jours de précipitations en janvier et 9,4 jours en juillet. Pour la période 1991-2020, la température moyenne annuelle observée sur la station météorologique de Météo-France la plus proche, « Saint-loup-sur-aujon_sapc », à Saint-Loup-sur-Aujon, à 19 km à vol d'oiseau, est de 10,5 °C et le cumul annuel moyen de précipitations est de 918,0 mm. 
La température maximale relevée sur cette station est de 39,9 °C, atteinte le 25 juillet 2019 ; la température minimale est de −22 °C, atteinte le 20 décembre 2009,,. 
Les paramètres climatiques de la commune ont été estimés pour le milieu du siècle (2041-2070) selon différents scénarios d'émission de gaz à effet de serre à partir des nouvelles projections climatiques de référence DRIAS-2020. Ils sont consultables sur un site dédié publié par Météo-France en novembre 2022.

## Urbanisme

### Typologie
Au 1er janvier 2024, Neuilly-sur-Suize est catégorisée commune rurale à habitat dispersé, selon la nouvelle grille communale de densité à sept niveaux définie par l'Insee en 2022.
Elle est située hors unité urbaine. Par ailleurs la commune fait partie de l'aire d'attraction de Chaumont, dont elle est une commune de la couronne,. Cette aire, qui regroupe 112 communes, est catégorisée dans les aires de 50 000 à moins de 200 000 habitants,.

### Occupation des sols

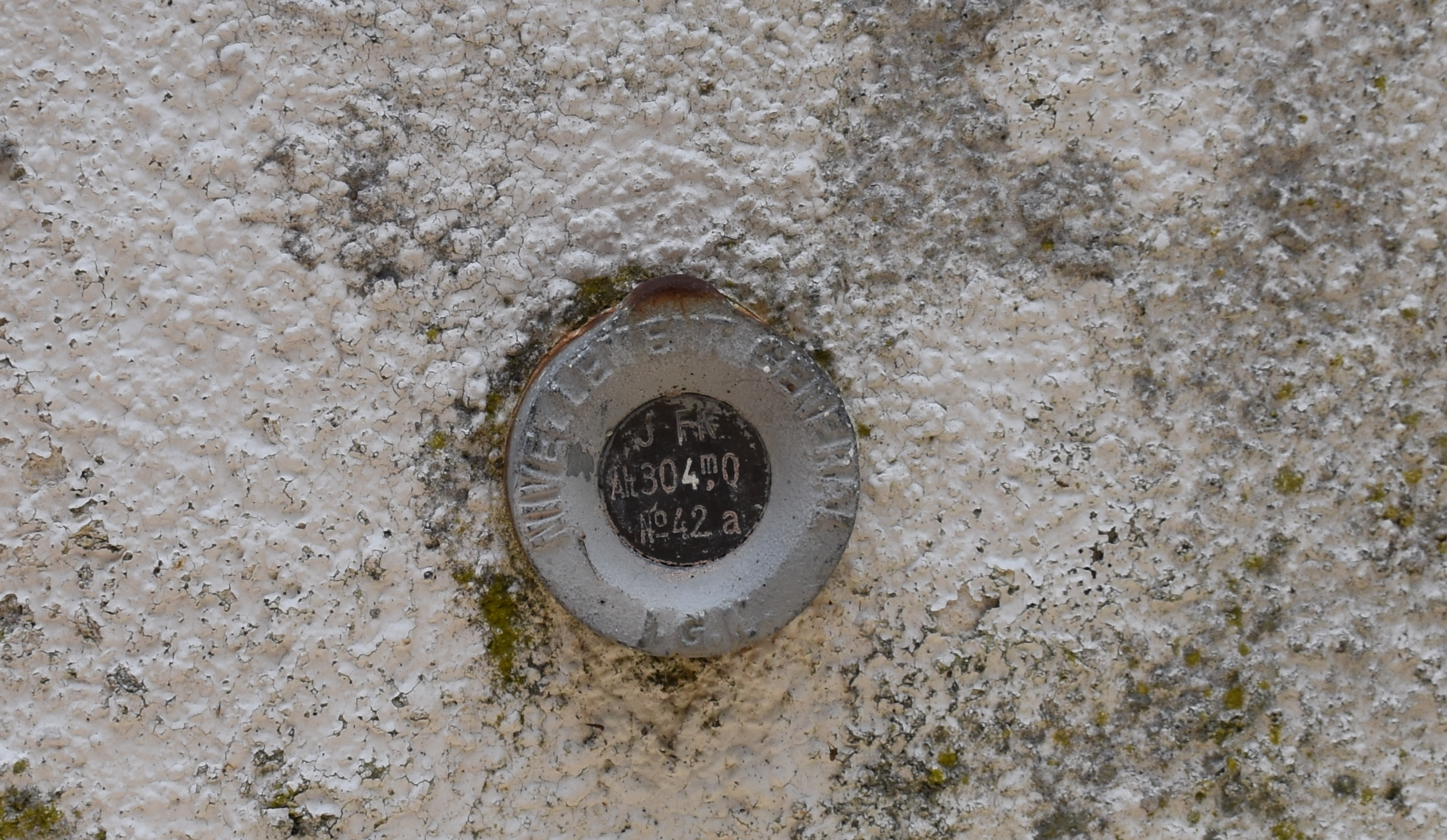
Borne de nivellement sur l'église Altitude 304m.

L'occupation des sols de la commune, telle qu'elle ressort de la base de données européenne d’occupation biophysique des sols Corine Land Cover (CLC), est marquée par l'importance des forêts et milieux semi-naturels (60,8 % en 2018), une proportion identique à celle de 1990 (60,8 %). La répartition détaillée en 2018 est la suivante : 
forêts (60,8 %), terres arables (27,3 %), prairies (5,9 %), zones agricoles hétérogènes (4 %), zones urbanisées (2 %). L'évolution de l’occupation des sols de la commune et de ses infrastructures peut être observée sur les différentes représentations cartographiques du territoire : la carte de Cassini (XVIIIe siècle), la carte d'état-major (1820-1866) et les cartes ou photos aériennes de l'IGN pour la période actuelle (1950 à aujourd'hui).

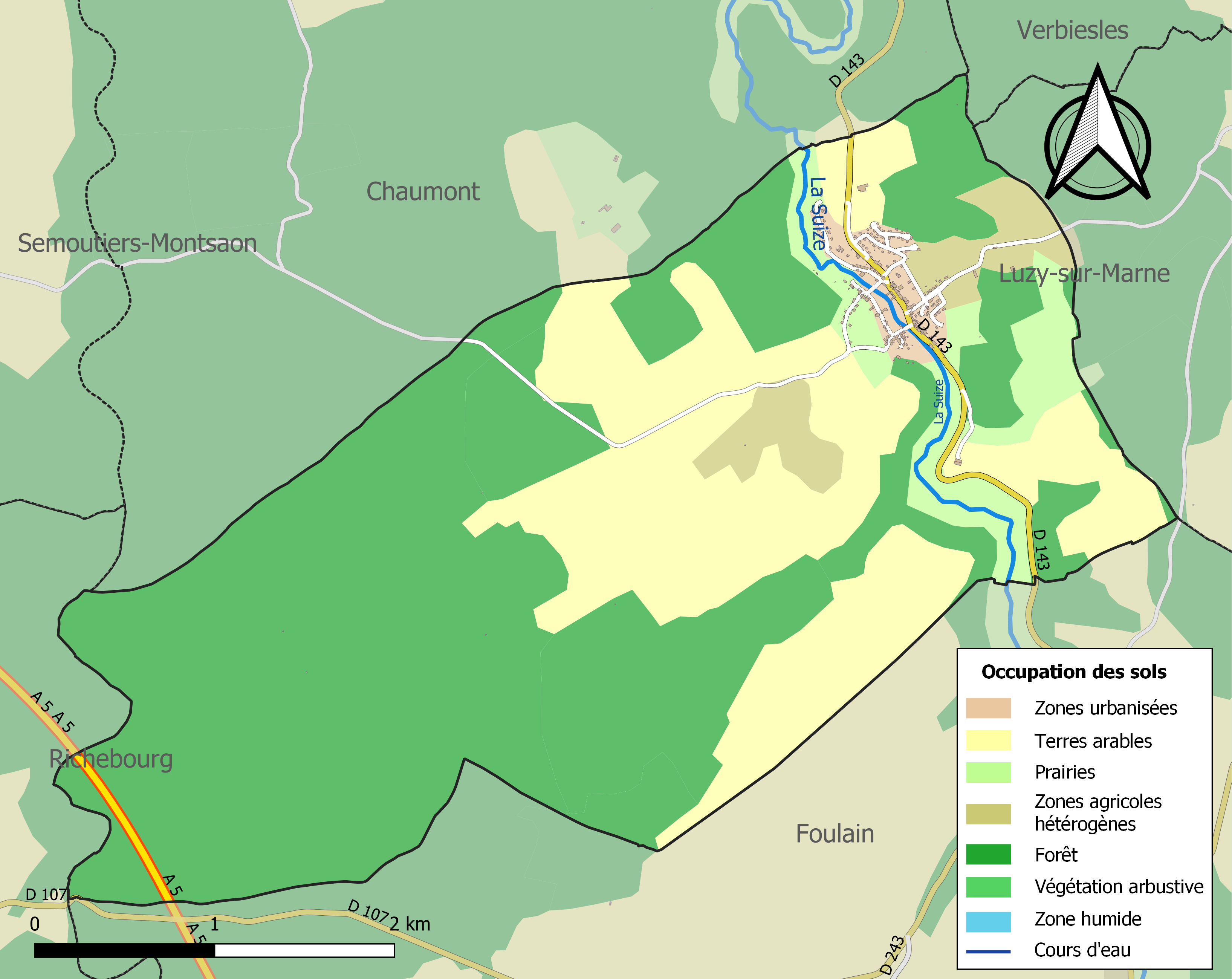
Carte des infrastructures et de l'occupation des sols de la commune en 2018 (CLC).

## Histoire
Alors qu'ils sont prévus dans chaque commune par la loi du 21 mars 1793, le comité de surveillance local ne se crée que le 6 octobre, après la loi du 17 septembre qui précise leur organisation. Ses pouvoirs sont renforcés par la loi du 14 frimaire an II, qui lui attribue la surveillance de l’application des lois en concurrence avec les municipalités. Il se borne toutefois comme la plupart des comités communaux à surveiller les étrangers et désarmer les suspects.

## Politique et administration
| Période    | Période    | Identité             | Étiquette | Qualité |
| ---------- | ---------- | -------------------- | --------- | ------- |
|            |            |                      |           |         |
| avant 1852 | après 1852 | Cormot               |           |         |
| mars 2001  | 2008       | Pierre Pellerin      |           |         |
| mars 2008  | 2010       | Bernard Héde         |           |         |
| juin 2010  | En cours   | M. Dominique Combray |           |         |

## Population et société

### Démographie

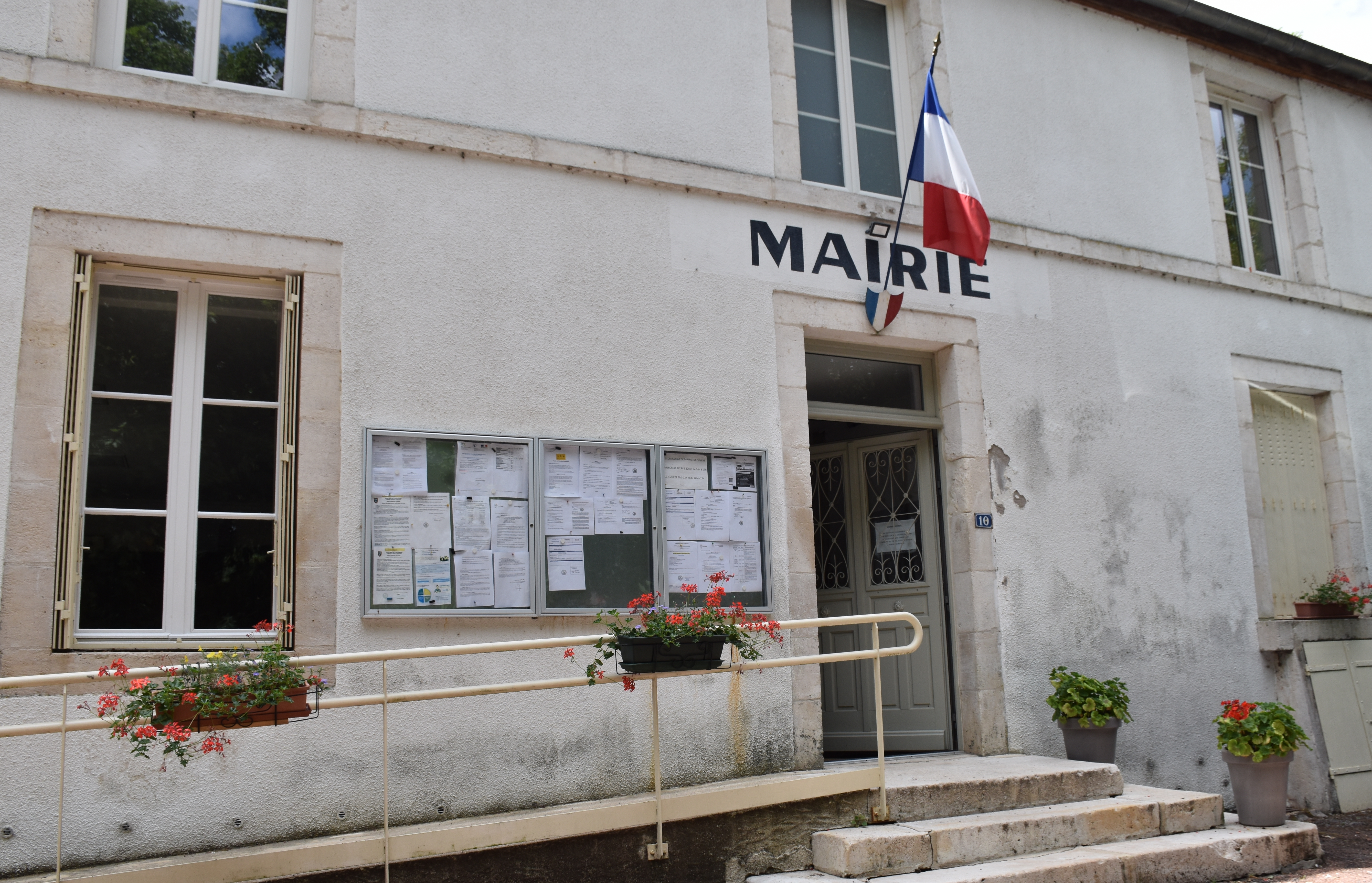
La mairie.

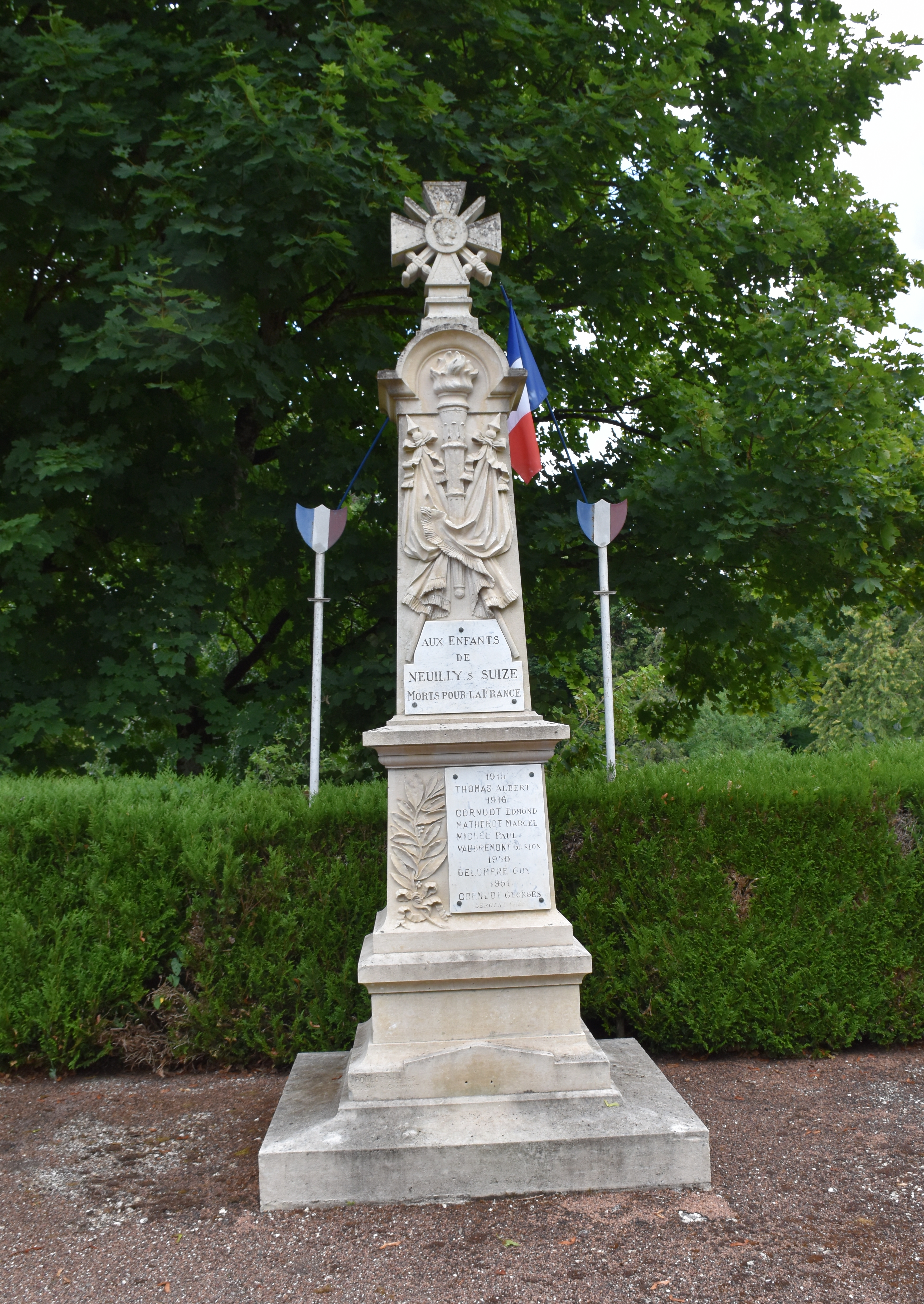
Le monument aux morts.

#### Évolution démographique
L'évolution du nombre d'habitants est connue à travers les recensements de la population effectués dans la commune depuis 1793. Pour les communes de moins de 10 000 habitants, une enquête de recensement portant sur toute la population est réalisée tous les cinq ans, les populations de référence des années intermédiaires étant quant à elles estimées par interpolation ou extrapolation. Pour la commune, le premier recensement exhaustif entrant dans le cadre du nouveau dispositif a été réalisé en 2006.

En 2022, la commune comptait 292 habitants, en évolution de −7,01 % par rapport à 2016 (Haute-Marne : −4,62 %, France hors Mayotte : +2,11 %).
| 1793 | 1800 | 1806 | 1821 | 1831 | 1836 | 1841 | 1846 | 1851 |
| ---- | ---- | ---- | ---- | ---- | ---- | ---- | ---- | ---- |
| 227  | 216  | 222  | 197  | 198  | 204  | 194  | 204  | 211  |

| 1856 | 1861 | 1866 | 1872 | 1876 | 1881 | 1886 | 1891 | 1896 |
| ---- | ---- | ---- | ---- | ---- | ---- | ---- | ---- | ---- |
| 225  | 218  | 230  | 213  | 204  | 196  | 202  | 170  | 187  |

| 1901 | 1906 | 1911 | 1921 | 1926 | 1931 | 1936 | 1946 | 1954 |
| ---- | ---- | ---- | ---- | ---- | ---- | ---- | ---- | ---- |
| 164  | 168  | 152  | 161  | 156  | 174  | 168  | 201  | 227  |

| 1962 | 1968 | 1975 | 1982 | 1990 | 1999 | 2006 | 2011 | 2016 |
| ---- | ---- | ---- | ---- | ---- | ---- | ---- | ---- | ---- |
| 194  | 166  | 241  | 390  | 347  | 367  | 354  | 325  | 314  |

| 2021 | 2022 | - | - | - | - | - | - | - |
| ---- | ---- | - | - | - | - | - | - | - |
| 297  | 292  | - | - | - | - | - | - | - |

## Héraldique
| Armes de Neuilly-sur-Suize | Les armes de Neuilly-sur-Suize se blasonnent ainsi : D'azur à trois tête d'argent, bordé de gueules. |

## Lieux et monuments
- Château de Neuilly-sur-Suize, daté des XVIe et XVIIIe siècles, et protégé par une inscription à l'inventaire supplémentaire des Monuments Historiques depuis 1991[21].
- Église Saint-Pierre-et-Saint-Paul, datée du XVIe siècle, et protégée par une inscription à l'inventaire supplémentaire des Monuments Historiques depuis 1928[22].

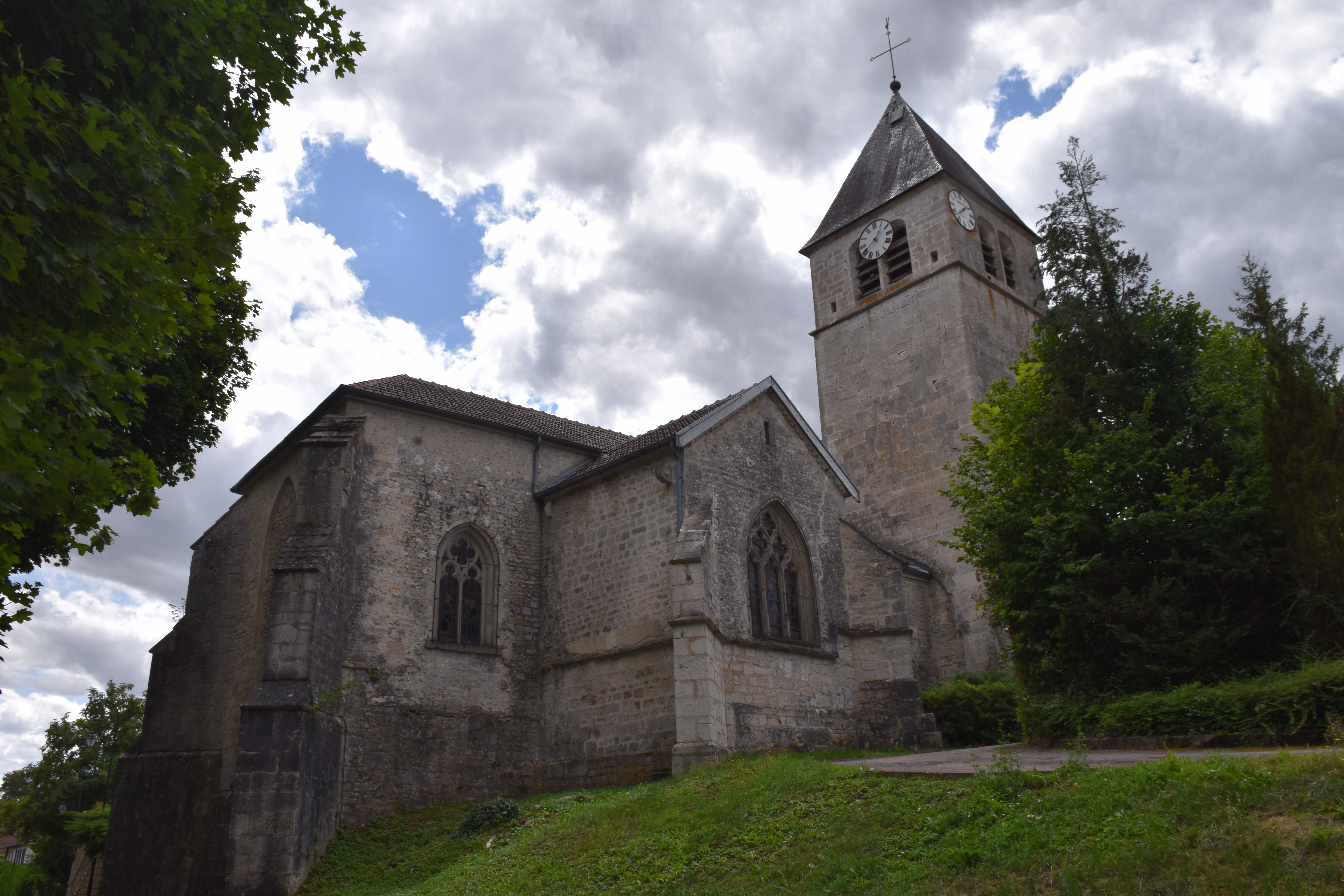
L'église.
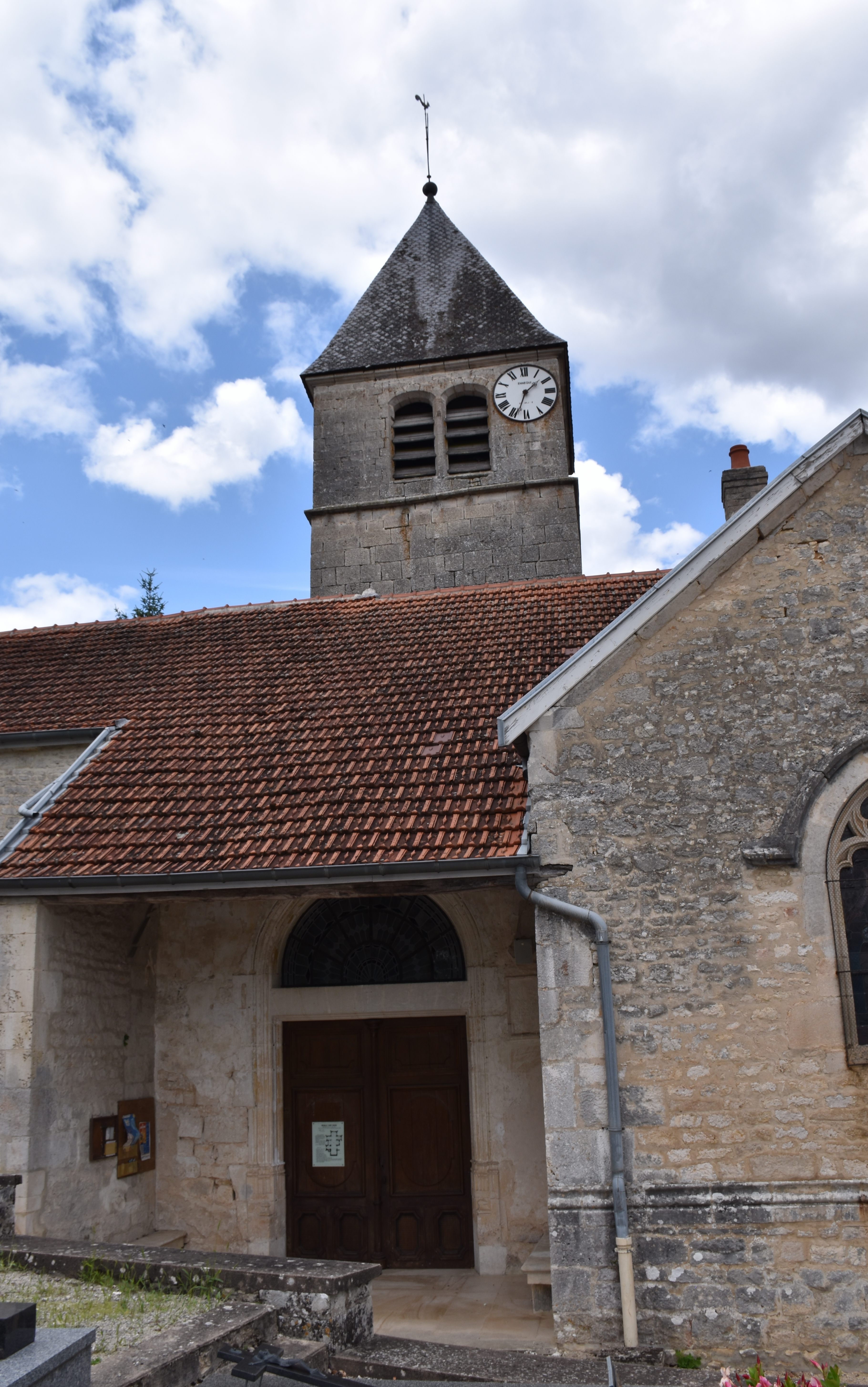
Portail de l'église.
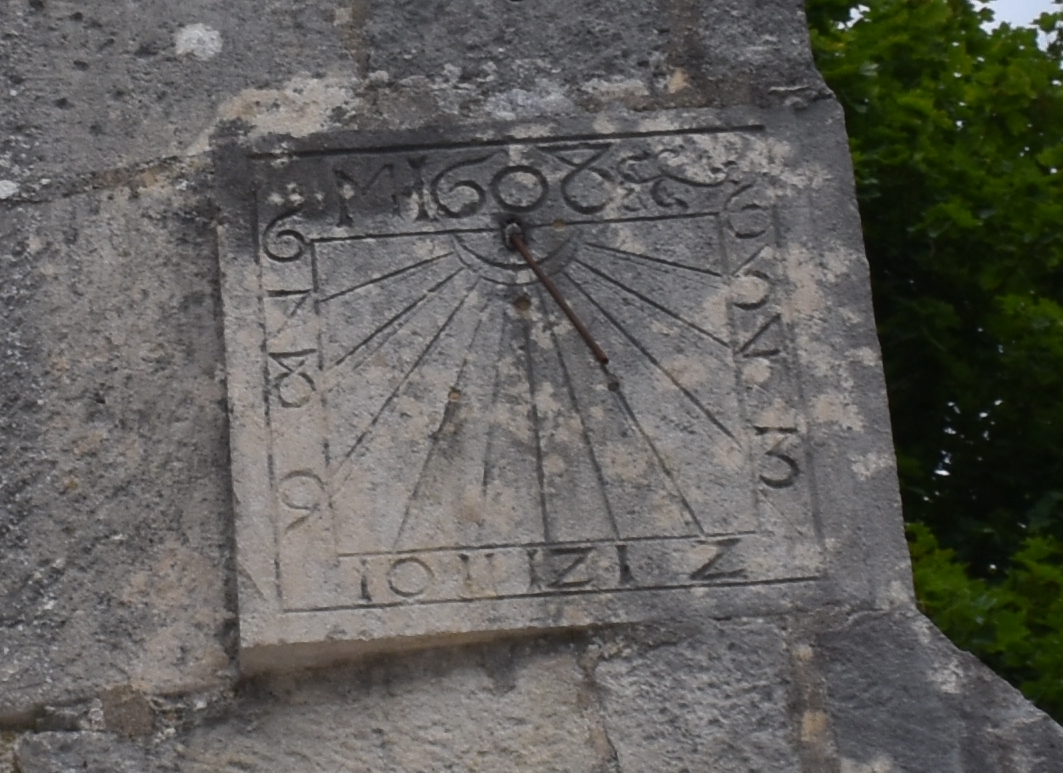
Cadran solaire sur l'église daté de 1608.
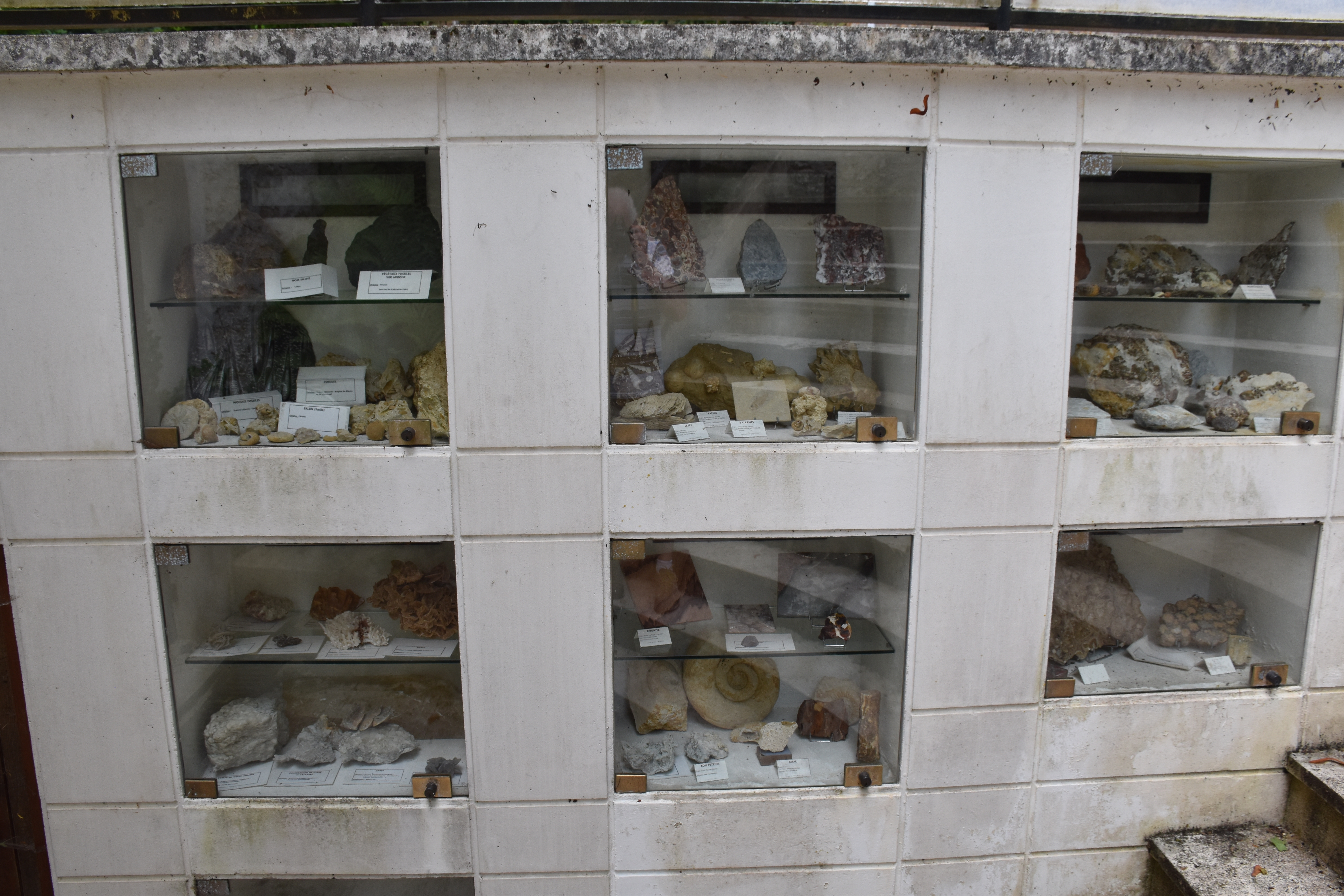
Exposition de minéraux.